# 첨안
첨안(詹晏, ? ~ ?)은 후한 말기의 군인이다.

## 행적
유비 휘하로, 진봉(陳鳳)과 함께 형주에 주둔하였으나, 건안 24년(219년), 손권 휘하의 이이·사정의 침공을 받아 쫓겨났다.

## 출전
- 진수, 《삼국지》 권58 오서 육손전